# Sonata de iglesia n.º 5 (Mozart)
La Sonata de iglesia n.º 5 en fa mayor, K. 145/124b es una sonata de iglesia en un único movimiento, escrita por Wolfgang Amadeus Mozart en 1774, cuando tenía dieciocho años de edad. La pieza fue compuesta en Salzburgo, para su uso por parte del príncipe-arzobispo Hieronymus von Colloredo, a cuyo servicio trabajaba Mozart desde 1772.

## Características
La obra está escrita en compás de 3/4, con una indicación de tempo de Allegro. Presenta una extensión de noventa y dos compases, y consta de dos secciones, ambas repetidas: la primera (compases 1-37) se desplaza a la tonalidad de la dominante (do mayor), mientras que la segunda (compases 38-92) regresa a la tonalidad principal. Por otra parte, como la mayor parte de las sonatas de iglesia mozartianas, está escrita para dos violines, órgano, y bajos (violonchelo y contrabajo, y fagot ad libitum).